# Sibinia primita
Sibinia primita är en skalbaggsart som först beskrevs av Herbst 1795.  Sibinia primita ingår i släktet Sibinia, och familjen vivlar. Arten är reproducerande i Sverige.

## Bildgalleri

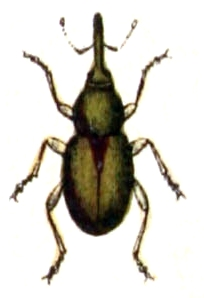